# 东方街道 (商丘市)
东方街道，是中华人民共和国河南省商丘市睢阳区下辖的一个乡镇级行政单位。

## 行政区划
东方街道下辖以下地区：
翠园社区、金泰社区、广源社区、三明路社区、文化新村社区、电业新村社区、华夏社区、传输社区、苏州路社区、侯庙村和宁陈村。